# Steve Lamb
Stephen Percy Lamb (sinh ngày 2 tháng 10 năm 1955) là một cựu cầu thủ bóng đá người Anh thi đấu ở vị trí tiền vệ.

## Sự nghiệp
Năm 1971, Lamb gia nhập Southend United với tư cách học việc. Năm 1973, Lamb kí bản hợp đồng chuyên nghiệp với Southend. Vào tháng 11 năm 1975, Lamb gia nhập Margate theo dạng cho mượn. Lamb có 7 trận ở Football League cho câu lạc bộ, trước khi kí hợp đồng với Chelmsford City năm 1976. Lamb trải qua hai mùa giải tại Chelmsford trước khi chuyển đi. Tong mùa giải 1986-87, Lamb thi đấu cho Barton Rovers.